# Campeonato Carioca 2018
El Campeonato Carioca de 2018 fue la edición 121.ª del principal campeonato de clubes de fútbol del Estado de Río de Janeiro. El torneo es organizado por la Federação de Futebol do Estado do Rio de Janeiro (FFERJ) y está entre los torneos más importantes del país. Concede cuatro cupos a la Copa de Brasil 2019 y tres más al Campeonato Brasileño de Serie D para equipos que no pertenezcan a ninguna de las demás categorías.
Actualmente, el torneo cuenta con dos rondas: la Taça Guanabara y la Taça Río, aunque existen torneos adicionales. Además, se juega una fase preliminar y un cuadrangular de descenso aparte de las copas comentadas anteriormente.

## Sistema de juego
Para la edición del 2018, se mantiene el sistema de juego del año anterior.
En la primera fase (o fase preliminar), se enfrentan los cuatro peores equipos del Campeonato Carioca 2017 y los dos equipos recién ascendidos. Los dos equipos mejor ubicados clasificarán a la fase principal mientras que los otros cuatro disputaran el cuadrangular de descenso, en el cual, los dos peores equipos descenderán. Por motivos de organización del campeonato, este grupo se define como Grupo A.
En la fase principal, se juegan la Taça Guanabara y la Taça Río manteniendo la forma de disputa en ambas ruedas del campeonato. Se establecieron dos grupos de 6 equipos cada uno de los cuales Flamengo y Fluminense fueron las cabezas de los mismos (grupo B y grupo C). Los equipos se enfrentaran entre sus rivales del mismo grupo y se clasificarán dos equipos de cada grupo a jugar las semifinales y la final para definir la Taça Guanabara. Para definir el campeón de la Taça Río, se mantienen los grupos pero los equipos se enfrentarán a sus rivales del otro grupo. Las semifinales y la final de ambos torneos se jugarán a partido único.
En la fase final, los dos mejores equipos de la tabla general, el campeón de la Taça Guanabara y el campeón de la Taça Río jugarán las semifinales y la final del campeonato. Se jugará a partido único las semifinales mientras que la final será en juegos de ida y vuelta.

### Criterios de desempate
En caso de empate en las fases preliminar o principal, se sigue el siguiente orden:
1. Número de partidos ganados.
2. Mejor diferencia de gol.
3. Número de goles marcados.
4. Resultado del duelo directo entre los clubes (se excluye para la Taça Río).
5. Número de tarjetas amarillas o rojas.
6. Sorteo.

En caso de empate en las semifinales o final de cualquiera de las definiciones de los torneos, se sigue el siguiente orden:
1. Mejor diferencia de gol (sólo aplica para la definición del campeonato).
2. Tiros desde el punto penal.

## Equipos participantes

### Ascensos y descensos
| Pos. | Descendidos en la temporada 2017 |
| ---- | -------------------------------- |
| 15º  | Campos                           |
| 16º  | Tigres do Brasil                 |

| Pos. | Ascendidos de la Serie A2 - 2017 |
| ---- | -------------------------------- |
| 1º   | Goytacaz                         |
| 2º   | América                          |

### Información de los equipos
| Equipo        | Estadio             | Capacidad | Posición 2017 |
| ------------- | ------------------- | --------- | ------------- |
| América       | Giulite Coutinho    | 13 544    | 2º (Serie B1) |
| Bangu         | Moça Bonita         | 9 024     | 10º           |
| Boavista      | Eucy Resende        | 3 339     | 8°            |
| Bonsucesso    | Leônidas da Silva   | 13 000    | 14°           |
| Botafogo      | Nilton Santos       | 23 668    | 4º            |
| Cabofriense   | Alair Corrêa        | 4 200     | 13°           |
| Flamengo      | Maracanã            | 78 838    | 1°            |
| Fluminense    | Maracanã            | 78 838    | 2°            |
| Goytacaz      | Ary de Oliveira     | 5 800     | 1° (Serie B1) |
| Macaé         | Moacyrzão           | 15 000    | 12°           |
| Madureira     | Conselheiro Galvão  | 5 062     | 5°            |
| Nova Iguaçu   | Laranjão            | 1 810     | 4°            |
| Portuguesa    | Luso Brasileiro     | 5 600     | 9º            |
| Resende       | Trabalhador         | 4 600     | 11°           |
| Vasco da Gama | São Januario        | 24 585    | 3°            |
| Volta Redonda | Raulino de Oliveira | 20 255    | 7°            |

## Fase preliminar

### Grupo A
| Pos. | Equipos     | PJ | PG | PE | PP | GF | GC | Dif. | Pts. |
| ---- | ----------- | -- | -- | -- | -- | -- | -- | ---- | ---- |
| 1.   | Cabofriense | 5  | 3  | 1  | 1  | 8  | 3  | +5   | 10   |
| 2.   | Macaé       | 5  | 3  | 1  | 1  | 8  | 5  | +3   | 10   |
| 3.   | Goytacaz    | 5  | 3  | 1  | 1  | 9  | 7  | +2   | 10   |
| 4.   | Bonsucesso  | 5  | 2  | 0  | 3  | 6  | 8  | -2   | 6    |
| 5.   | América     | 5  | 1  | 1  | 3  | 8  | 10 | -2   | 4    |
| 6.   | Resende     | 5  | 1  | 0  | 4  | 6  | 12 | -6   | 3    |

|  |                                           |
|  | Clasificados a la fase principal.         |
|  | Clasificados al cuadrangular de descenso. |

- El equipo mejor ubicado será parte del grupo C mientras que el segundo mejor ubicado será parte del grupo D de la fase principal.[2]

#### Resultados
- Los estadios y horarios de cada juego se encuentran en el fixture publicado por la FFERJ.[3]

- La hora de cada encuentro corresponde al huso horario correspondiente al Estado de Río de Janeiro (UTC-5).

| Cabofriense | 3 - 0 | Resende    | Correão          | 20 de diciembre | 16:00 |
| Macaé       | 3 - 1 | Goytacaz   | Moacyrzão        | 20 de diciembre | 16:00 |
| América     | 0 - 1 | Bonsucesso | Giulite Coutinho | 21 de diciembre | 20:30 |

| Bonsucesso | 0 - 1 | Macaé       | Elcy Resende | 26 de diciembre | 16:00 |
| Resende    | 3 - 2 | América     | Trabalhador  | 27 de diciembre | 16:00 |
| Goytacaz   | 1 - 1 | Cabofriense | Moacyrzão    | 27 de diciembre | 16:00 |

| América     | 1 - 2 | Goytacaz   | Elcy Resende | 6 de enero | 16:00 |
| Cabofriense | 1 - 0 | Macaé      | Correão      | 6 de enero | 16:00 |
| Resende     | 2 - 4 | Bonsucesso | Trabalhador  | 6 de enero | 16:00 |

| Macaé      | 3 - 3 | América     | Eduardo Guinle  | 10 de enero | 16:00 |
| Bonsucesso | 0 - 2 | Cabofriense | Elcy Resende    | 10 de enero | 16:00 |
| Goytacaz   | 2 - 1 | Resende     | Ary de Oliveira | 10 de enero | 20:00 |

| América    | 2 - 1 | Cabofriense | Giulite Coutinho | 13 de enero | 16:00 |
| Resende    | 0 - 1 | Macaé       | Trabalhador      | 13 de enero | 16:00 |
| Bonsucesso | 1 - 3 | Goytacaz    | Elcy Resende     | 13 de enero | 16:00 |

## Fase principal

### Taça Guanabara

#### Grupo B
| Pos. | Equipos       | PJ | PG | PE | PP | GF | GC | Dif. | Pts. |
| ---- | ------------- | -- | -- | -- | -- | -- | -- | ---- | ---- |
| 1.   | Flamengo      | 5  | 4  | 1  | 0  | 5  | 0  | +5   | 13   |
| 2.   | Bangu         | 5  | 2  | 2  | 1  | 6  | 3  | +3   | 8    |
| 3.   | Vasco da Gama | 5  | 2  | 1  | 2  | 8  | 7  | +1   | 7    |
| 4.   | Nova Iguaçu   | 5  | 1  | 2  | 2  | 5  | 6  | -1   | 5    |
| 5.   | Cabofriense   | 5  | 1  | 1  | 3  | 5  | 8  | -3   | 4    |
| 6.   | Volta Redonda | 5  | 1  | 1  | 3  | 6  | 11 | -5   | 4    |

|  |                                                   |
|  | Clasificados a la semifinal de la Taça Guanabara. |
|  | Eliminados.                                       |

##### Resultados
- Los estadios y horarios de cada juego se encuentran en el fixture publicado por la FFERJ.[4]

- La hora de cada encuentro corresponde al huso horario correspondiente al Estado de Río de Janeiro (UTC-5).

| Nova Iguaçu   | 1 – 1 | Cabofriense | Laranjão            | 17 de enero | 16:30 |
| Volta Redonda | 0 – 2 | Flamengo    | Raulino de Oliveira | 17 de enero | 21:45 |
| Vasco da Gama | 0 – 2 | Bangu       | São Januário        | 18 de enero | 19:30 |

| Bangu         | 2 - 2 | Volta Redonda | Moça Bonita   | 21 de enero | 16:30 |
| Vasco da Gama | 4 - 2 | Nova Iguaçu   | São Januário  | 21 de enero | 17:00 |
| Flamengo      | 1 - 0 | Cabofriense   | Ilha do Urubu | 21 de enero | 19:00 |

| Cabofriense | 2 - 1 | Vasco da Gama | Eucy Resende  | 24 de enero | 17:00 |
| Flamengo    | 1 - 0 | Bangu         | Ilha do Urubu | 24 de enero | 19:30 |
| Nova Iguaçu | 2 - 0 | Volta Redonda | Laranjão      | 25 de enero | 16:30 |

| Flamengo      | 0 - 0 | Vasco da Gama | Maracanã            | 27 de enero | 17:00 |
| Bangu         | 0 - 0 | Nova Iguaçu   | Moça Bonita         | 28 de enero | 16:30 |
| Volta Redonda | 3 - 2 | Cabofriense   | Raulino de Oliveira | 29 de enero | 19:30 |

| Vasco da Gama | 3 - 1 | Volta Redonda | São Januário   | 4 de febrero | 17:00 |
| Nova Iguaçu   | 0 - 1 | Flamengo      | Mané Garrincha | 4 de febrero | 17:00 |
| Cabofriense   | 0 - 2 | Bangu         | Correão        | 4 de febrero | 17:00 |

#### Grupo C
| Pos. | Equipos    | PJ | PG | PE | PP | GF | GC | Dif. | Pts. |
| ---- | ---------- | -- | -- | -- | -- | -- | -- | ---- | ---- |
| 1.   | Boavista   | 5  | 3  | 0  | 2  | 5  | 3  | +2   | 9    |
| 2.   | Botafogo   | 5  | 2  | 3  | 0  | 5  | 3  | +2   | 9    |
| 3.   | Fluminense | 5  | 2  | 2  | 1  | 4  | 4  | 0    | 8    |
| 4.   | Portuguesa | 5  | 1  | 3  | 1  | 4  | 4  | 0    | 6    |
| 5.   | Macaé      | 5  | 1  | 1  | 3  | 5  | 7  | -2   | 4    |
| 6.   | Madureira  | 5  | 0  | 3  | 2  | 3  | 5  | -2   | 3    |

|  |                                                   |
|  | Clasificados a la semifinal de la Taça Guanabara. |
|  | Eliminados.                                       |

##### Resultados
- Los estadios y horarios de cada juego se encuentran en el fixture publicado por la FFERJ.[4]

- La hora de cada encuentro corresponde al huso horario correspondiente al Estado de Río de Janeiro (UTC-5).

| Botafogo  | 2 – 2 | Portuguesa | Nilton Santos      | 16 de enero | 21:30 |
| Madureira | 2 – 2 | Macaé      | Conselheiro Galvão | 17 de enero | 16:30 |
| Boavista  | 3 – 1 | Fluminense | Eucy Resende       | 17 de enero | 19:30 |

| Portuguesa | 0 - 0 | Madureira | Luso-Brasileiro | 20 de enero | 16:00 |
| Boavista   | 0 - 1 | Macaé     | Eucy Resende    | 20 de enero | 16:00 |
| Fluminense | 0 - 0 | Botafogo  | Maracanã        | 20 de enero | 17:00 |

| Madureira  | 0 - 1 | Boavista   | Moça Bonita               | 23 de enero | 19:15 |
| Fluminense | 0 - 0 | Portuguesa | Giulite Coutinho          | 24 de enero | 21:45 |
| Macaé      | 1 – 2 | Botafogo   | Cláudio Moacyr de Azevedo | 25 de enero | 19:30 |

| Macaé     | 1 – 2 | Portuguesa | Cláudio Moacyr de Azevedo | 28 de enero | 16:30 |
| Botafogo  | 1 - 0 | Boavista   | Nilton Santos             | 28 de enero | 17:00 |
| Madureira | 1 – 2 | Fluminense | Los Larios                | 28 de enero | 19:00 |

| Fluminense | 1 - 0 | Macaé     | Los Larios      | 3 de febrero | 19:00 |
| Botafogo   | 0 - 0 | Madureira | Nilton Santos   | 3 de febrero | 19:00 |
| Portuguesa | 0 - 1 | Boavista  | Luso-Brasileiro | 3 de febrero | 19:00 |

#### Fase final
|  | Semifinales   | Semifinales   |          |          | Final         | Final         |  |
|  | 10 de febrero | 10 de febrero |          |          | 18 de febrero | 18 de febrero |  |
|  |               |               |          |          |               |               |  |
|  |               |               |          |          |               |               |  |
|  | Boavista      | 2             |          |          |               |               |  |
|  | Boavista      | 2             |          |          |               |               |  |
|  | Bangu         | 2             |          |          |               |               |  |
|  | Bangu         | 2             |          | Boavista | 0             |               |  |
|  |               |               |          | Boavista | 0             |               |  |
|  |               |               | Flamengo | 2        |               |               |  |
|  | Flamengo      | 3             | Flamengo | 2        |               |               |  |
|  | Flamengo      | 3             |          |          |               |               |  |
|  | Botafogo      | 1             |          |          |               |               |  |
|  | Botafogo      | 1             |          |          |               |               |  |
|  |               |               |          |          |               |               |  |

| Bandera del estado de Río de Janeiro |
| Campeón                              |
| Flamengo 21.er título                |

### Taça Río

#### Grupo B
| Pos. | Equipos       | PJ | PG | PE | PP | GF | GC | Dif. | Pts. |
| ---- | ------------- | -- | -- | -- | -- | -- | -- | ---- | ---- |
| 1.   | Vasco da Gama | 6  | 4  | 1  | 1  | 12 | 8  | +4   | 13   |
| 2.   | Flamengo      | 6  | 4  | 0  | 2  | 12 | 5  | +7   | 12   |
| 3.   | Cabofriense   | 6  | 3  | 1  | 2  | 8  | 6  | +2   | 10   |
| 4.   | Bangu         | 6  | 1  | 2  | 3  | 5  | 11 | -6   | 5    |
| 5.   | Volta Redonda | 6  | 0  | 3  | 3  | 5  | 9  | -4   | 3    |
| 6.   | Nova Iguaçu   | 6  | 0  | 1  | 5  | 5  | 11 | -6   | 1    |

|  |                                             |
|  | Clasificados a la semifinal de la Taça Rio. |
|  | Eliminados.                                 |

#### Grupo C
| Pos. | Equipos    | PJ | PG | PE | PP | GF | GC | Dif. | Pts. |
| ---- | ---------- | -- | -- | -- | -- | -- | -- | ---- | ---- |
| 1.   | Fluminense | 6  | 4  | 2  | 0  | 13 | 3  | +10  | 14   |
| 2.   | Botafogo   | 6  | 3  | 1  | 2  | 7  | 6  | +1   | 10   |
| 3.   | Portuguesa | 6  | 3  | 1  | 2  | 7  | 8  | -1   | 10   |
| 4.   | Boavista   | 6  | 3  | 0  | 3  | 11 | 14 | -3   | 9    |
| 5.   | Macaé      | 6  | 2  | 2  | 2  | 7  | 6  | +1   | 8    |
| 6.   | Madureira  | 6  | 1  | 2  | 3  | 5  | 10 | -5   | 5    |

|  |                                             |
|  | Clasificados a la semifinal de la Taça Rio. |
|  | Eliminados.                                 |

##### Resultados
- Los estadios y horarios de cada juego se encuentran en el fixture publicado por la FFERJ.[5]

- La hora de cada encuentro corresponde al huso horario correspondiente al Estado de Río de Janeiro (UTC-5).

| Volta Redonda | 0 - 2 | Portuguesa | Raulino de Oliveira | 19 de febrero | 20:30 |
| Bangu         | 0 - 4 | Fluminense | Moça Bonita         | 21 de febrero | 16:30 |
| Flamengo      | 4 - 0 | Madureira  | Nilton Santos       | 21 de febrero | 19:30 |
| Cabofriense   | 2 - 3 | Boavista   | Correão             | 22 de febrero | 15:30 |
| Nova Iguaçu   | 1 - 2 | Botafogo   | Guilite Coutinho    | 22 de febrero | 19:30 |
| Vasco da Gama | 2 - 1 | Macaé      | São Januário        | 1 de marzo    | 19:30 |

| Macaé      | 2 - 2 | Bangu         | Moacyrzão          | 24 de febrero | 16:30 |
| Fluminense | 4 - 0 | Flamengo      | Arena Pantanal     | 24 de febrero | 17:00 |
| Boavista   | 2 - 1 | Nova Iguaçu   | Elcyr Resende      | 25 de febrero | 15:30 |
| Portuguesa | 1 - 0 | Vasco da Gama | Giulite Coutinho   | 25 de febrero | 17:00 |
| Botafogo   | 1 - 0 | Cabofriense   | Nilton Santos      | 25 de febrero | 19:30 |
| Madureira  | 0 - 0 | Volta Redonda | Conselheiro Galvão | 26 de febrero | 15:45 |

| Bangu         | 1 - 1 | Portuguesa    | Moça Bonita    | 3 de marzo | 16:30 |
| Flamengo      | 1 - 0 | Botafogo      | Nilton Santos  | 3 de marzo | 17:00 |
| Nova Iguaçu   | 1 - 1 | Madureira     | Laranjão       | 4 de marzo | 15:45 |
| Fluminense    | 2 - 1 | Volta Redonda | Los Lários     | 4 de marzo | 17:00 |
| Cabofriense   | 1 - 0 | Macaé         | Correão        | 4 de marzo | 17:00 |
| Vasco da Gama | 4 - 3 | Boavista      | Kléber Andrade | 4 de marzo | 19:30 |

| Botafogo      | 1 - 0 | Bangu         | Nilton Santos       | 6 de marzo | 21:30 |
| Madureira     | 0 - 2 | Cabofriense   | Conselheiro Galvão  | 7 de marzo | 15:45 |
| Macaé         | 1 - 1 | Volta Redonda | Moacyrzão           | 7 de marzo | 16:00 |
| Portuguesa    | 2 - 1 | Nova Iguaçu   | Giulite Coutinho    | 7 de marzo | 16:00 |
| Vasco da Gama | 0 - 0 | Fluminense    | Nilton Santos       | 7 de marzo | 19:30 |
| Boavista      | 0 - 3 | Flamengo      | Raulino de Oliveira | 7 de marzo | 21:45 |

| Madureira     | 1 - 3 | Vasco da Gama | Moça Bonita         | 10 de marzo | 15:45 |
| Boavista      | 0 - 2 | Bangu         | Elcyr Resende       | 10 de marzo | 16:00 |
| Macaé         | 1 - 0 | Flamengo      | Moacyrzão           | 10 de marzo | 19:30 |
| Portuguesa    | 1 - 2 | Cabofriense   | Giulite Coutinho    | 11 de marzo | 15:45 |
| Volta Redonda | 1 - 1 | Botafogo      | Raulino de Oliveira | 11 de marzo | 17:00 |
| Fluminense    | 2 - 1 | Nova Iguaçu   | Maracanã            | 11 de marzo | 19:30 |

| Volta Redonda | 2 - 3 | Boavista      | Raulino de Oliveira | 18 de marzo | 16:00 |
| Bangu         | 0 - 3 | Madureira     | Moça Bonita         | 18 de marzo | 16:00 |
| Flamengo      | 4 - 0 | Portuguesa    | Kléber Andrade      | 18 de marzo | 16:00 |
| Cabofriense   | 1 - 1 | Fluminense    | Elcyr Resende       | 18 de marzo | 16:00 |
| Nova Iguaçu   | 0 - 2 | Macaé         | Laranjão            | 18 de marzo | 16:00 |
| Botafogo      | 2 - 3 | Vasco da Gama | Nilton Santos       | 18 de marzo | 16:00 |

#### Fase final
|  | Semifinales      | Semifinales      |          |            | Final       | Final       |  |
|  | 21 y 22 de marzo | 21 y 22 de marzo |          |            | 25 de marzo | 25 de marzo |  |
|  |                  |                  |          |            |             |             |  |
|  |                  |                  |          |            |             |             |  |
|  | Fluminense       | 1                |          |            |             |             |  |
|  | Fluminense       | 1                |          |            |             |             |  |
|  | Flamengo         | 1                |          |            |             |             |  |
|  | Flamengo         | 1                |          | Fluminense | 3           |             |  |
|  |                  |                  |          | Fluminense | 3           |             |  |
|  |                  |                  | Botafogo | 0          |             |             |  |
|  | Vasco da Gama    | 2                | Botafogo | 0          |             |             |  |
|  | Vasco da Gama    | 2                |          |            |             |             |  |
|  | Botafogo         | 3                |          |            |             |             |  |
|  | Botafogo         | 3                |          |            |             |             |  |
|  |                  |                  |          |            |             |             |  |

| Bandera del estado de Río de Janeiro |
| Campeón                              |
| Fluminense 3.er título               |

## Fase final
Esta fase final la jugarán el campeón de la Taça Guanabara, el campeón de la Taça Río y los dos mejores posicionados en la tabla general.
|  | Semifinales      | Semifinales      |               |          | Final          | Final          | Final          |  |
|  | 28 y 29 de marzo | 28 y 29 de marzo |               |          | 1 y 8 de abril | 1 y 8 de abril | 1 y 8 de abril |  |
|  |                  |                  |               |          |                |                |                |  |
|  |                  |                  |               |          |                |                |                |  |
|  | Flamengo         | 0                |               |          |                |                |                |  |
|  | Flamengo         | 0                |               |          |                |                |                |  |
|  | Botafogo         | 1                |               |          |                |                |                |  |
|  | Botafogo         | 1                |               | Botafogo | 2              | 1              |                |  |
|  |                  |                  |               | Botafogo | 2              | 1              |                |  |
|  |                  |                  | Vasco da Gama | 3        | 0              |                |                |  |
|  | Fluminense       | 2                | Vasco da Gama | 3        | 0              |                |                |  |
|  | Fluminense       | 2                |               |          |                |                |                |  |
|  | Vasco da Gama    | 3                |               |          |                |                |                |  |
|  | Vasco da Gama    | 3                |               |          |                |                |                |  |
|  |                  |                  |               |          |                |                |                |  |

### Semifinales
| 28 de marzo de 2018, 21:45 | Flamengo | 0:1 (0:1) | Botafogo          | Estadio Maracanã, Río de Janeiro |  |
|                            |          | Reporte   | Luiz Fernando 38' |                                  |  |

| 29 de marzo de 2018, 21:00 | Fluminense              | 2:3 (1:1) | Vasco da Gama                                        | Estadio Maracanã, Río de Janeiro |  |
|                            | Pedro 38' · Sornoza 48' | Reporte   | Giovanni Augusto 26' · Paulinho 69' · Fabrício 90+5' |                                  |  |

### Final
| 1 de abril de 2018, 16:00 | Botafogo                   | 2:3 (2:2) | Vasco da Gama                     | Estadio Nilton Santos, Río de Janeiro |  |
|                           | Renatinho 3' · Brenner 44' | Reporte   | Yago Pikachu 28' 30' · Ríos 90+6' |                                       |  |

| 8 de abril de 2018, 16:00 | Vasco da Gama                                    | 0:1 (0:0) (3:4 p.)         | Botafogo                                                 | Estadio Maracanã, Río de Janeiro |  |
|                           |                                                  | Reporte                    | Carli 90+5'                                              |                                  |  |
|                           |                                                  | Tiros desde el punto penal |                                                          |                                  |  |
|                           | Wágner · Ríos · Werley · Yago Pikachu · Henrique |                            | Brenner · Rodrigo Pimpão · Gilson · Marcinho · Renatinho |                                  |  |

| Bandera del estado de Río de Janeiro |
| Campeón                              |
| Botafogo 21.er título                |

## Cuadrangular de descenso

### Grupo X
| Pos. | Equipos    | PJ | PG | PE | PP | GF | GC | Dif. | Pts. |
| ---- | ---------- | -- | -- | -- | -- | -- | -- | ---- | ---- |
| 1.   | Goytacaz   | 6  | 2  | 3  | 1  | 9  | 9  | 0    | 9    |
| 2.   | Resende    | 6  | 2  | 2  | 2  | 7  | 7  | 0    | 8    |
| 3.   | América    | 6  | 2  | 1  | 3  | 11 | 10 | +1   | 7    |
| 4.   | Bonsucesso | 6  | 1  | 4  | 1  | 8  | 9  | -1   | 7    |

|  |                                                  |
|  | Descendidos al Campeonato Carioca Serie B1 2018. |

### Resultados
- Los estadios y horarios de cada juego se encuentran en el fixture publicado por la FFERJ.[6]
- La hora de cada encuentro corresponde al huso horario correspondiente al Estado de Río de Janeiro (UTC-5).

| Resende  | 2 - 1 | América    | Trabalhador     | 20 de enero | 16:00 |
| Goytacaz | 2 - 2 | Bonsucesso | Ary de Oliveira | 22 de enero | 20:00 |

| América    | 4 - 1 | Goytacaz | Giulite Coutinho | 27 de enero | 16:00 |
| Bonsucesso | 1 - 1 | Resende  | Moça Bonita      | 27 de enero | 16:00 |

## Goleadores
| Jugador       | Equipo        | Goles |
| ------------- | ------------- | ----- |
| Pedro         | Fluminense    | 7     |
| Brenner       | Botafogo      | 6     |
| Marcos Júnior | Fluminense    | 6     |
| Wesley        | Macaé         | 6     |
| Dija Baiano   | Volta Redonda | 5     |
| Jackson       | Bonsucesso    | 5     |
| Andrés Ríos   | Vasco da Gama | 5     |
| Fuente:       |               |       |